# Asuka (nome)
Asuka  è un nome proprio di persona giapponese maschile e femminile.

## Origine e diffusione
Come la maggioranza dei nomi giapponesi, Asuka può essere formato da diverse combinazioni di due kanji; il primo elemento, asu, potrebbe ad esempio essere 明日 ("domani") o 飛 ("volare"), mentre il secondo, ka, potrebbe essere 香 ("profumo", "fragranza") o 鳥 ("uccello").

## Onomastico
È un nome adespota, cioè privo di santo patrono; l'onomastico può essere festeggiato il 1º novembre, per la ricorrenza di Ognissanti.

## Persone

### Maschile
- Asuka Cambridge, velocista giapponese

### Femminile
- Asuka, wrestler giapponese
- Asuka Kurosawa, attrice e modella giapponese

## Il nome nelle arti
- Asuka Kazama è un personaggio della serie videoludica Tekken.
- Asuka Sōryū Langley è un personaggio della serie anime e manga Neon Genesis Evangelion.